# 摇滚藏獒：蓝色光芒
《摇滚藏獒：蓝色光芒》（英語：Rock Dog 2: Rock Around the Park）是一部2021年美國3D電腦動畫歌舞喜劇電影，由华谊兄弟製作、狮门娱乐發行。該片為2016年電影《摇滚藏獒》的續集，由马克·巴尔多編劇和執導。主要配音員包括格雷厄姆·汉密尔顿、布瑞恩·德拉蒙德、凱斯琳·巴爾 、杰森·辛普森、凱西·薇瑟樂克、安德鲁·弗朗西斯、艾希莉·波爾、唐尼·卢卡斯、詹姆斯·樋口、萨布丽娜·皮特、理查德·纽曼、布萊恩·多布森和麥可·亞當思韋特。

## 配音員
- 格雷厄姆·汉密尔顿配音 波弟（Bodi）
- 布瑞恩·德拉蒙德配音 康巴（Khampa）;奥托（Otto）
- 凱斯琳·巴爾配音 小狐狸（Lil' Foxy）
- 杰森·辛普森配音 郎（Lang）;林一色（Linnux）
- 凱西·薇瑟樂克配音 梅多（Maydow）
- 安德鲁·弗朗西斯配音 哥们儿（Germur）
- 艾希莉·波爾配音 狸花（Darma）
- 唐尼·卢卡斯配音 不服（Riff）
- 詹姆斯·樋口配音 舒迈（Shumai）
- 萨布丽娜·皮特 配音 魏（Wei）
- 理查德·纽曼配音 诺布（Norbu）
- 布萊恩·多布森配音 吴福利（Fleetwood Yak）
- 麥可·亞當思韋特配音 锤子（Trey）;雪儿（Carl）

## 外部連結
- 互联网电影数据库（IMDb）上《摇滚藏獒：蓝色光芒》的资料（英文）
- 豆瓣电影上《摇滚藏獒：蓝色光芒》的資料 （简体中文）